# Vlade Đurović
Vlade Đurović (in serbo Владе Ђуровић?; Belgrado, 16 maggio 1948) è un ex cestista e allenatore di pallacanestro serbo, fino al 1992 jugoslavo.

## Palmarès

### Allenatore
- YUBA liga: 1

Zadar: 1985-86
- Coppa di Grecia: 1

Paniónios: 1990-91
- Coppa di Serbia e Montenegro: 1

FMP Železnik: 2003